# Amastra rubens
Amastra rubens là một loài ốc đất thân mềm chân bụng có phổi thuộc họ Amastridae. Đây là loài đặc hữu của Hawaii.